# Grimmia immergens
Grimmia immergens är en bladmossart som beskrevs av C. Müller 1890. Grimmia immergens ingår i släktet grimmior, och familjen Grimmiaceae. Inga underarter finns listade i Catalogue of Life.